# 브링잉 업 바비
브링잉 업 바비(Bringing Up Bobby)는 미국에서 제작된 팜케 얀센 감독의 2011년 드라마, 코미디 영화이다. 밀라 요보비치 등이 주연으로 출연하였다.

## 출연

### 주연
- 밀라 요보비치
- 스펜서 리스트

### 조연
- 로리 코크레인
- 마샤 크로스
- 빌 풀만
- 저스틴 홀
- 레나타 배티스타
- 필립 보기
- 레이 프리윗
- 필립 보기
- 존 비엘리치

## 제작진
- 프로듀서: 팜케 얀센
- 미술: 디나 골드만
- 의상: 할라 바흐멧